# Borki Sędrowskie
Borki Sędrowskie (niem. Zanderborken)– wieś w Polsce położona w województwie warmińsko-mazurskim, w powiecie bartoszyckim, w gminie Bartoszyce. W latach 1975–1998 miejscowość administracyjnie należała do województwa olsztyńskiego.
W pobliżu wsi, od strony wschodniej, znajduje się Owsiana Góra, pagórek z pozostałościami grodu Prusów.

## Historia
W 1889 r. był to majątek szlachecki o powierzchni 200 ha. W 1978 r. we wsi było 13 indywidualnych gospodarstw rolnych, uprawiających łącznie 154 ha. W 1983 r. we wsi było 5 domów (16 mieszkań), skupionych w zabudowie zwartej, z 78 mieszkańcami. W tym czasie ulice miały już oświetlenie elektryczne.